# Титанат кадмия
Титанат кадмия — неорганическое соединение,
соль кадмия и метатитановой кислоты с формулой CdTiO3,
кристаллы.

## Получение
- Спекание оксидов кадмия и титана:

{\displaystyle {\mathsf {CdO+TiO_{2}\ {\xrightarrow {800-1200^{o}C}}\ CdTiO_{3}}}}

## Физические свойства
Титанат кадмия образует кристаллы двух модификаций. В зависимости от температуры синтеза:
- при 800-900°С образуется кристаллы триклинной сингонии, пространственная группа R 3, параметры ячейки a = 0,5248 нм, c = 1,4907 нм, Z = 6.
- при 1100°С образуется кристаллы ромбической сингонии, пространственная группа P bnm, параметры ячейки a = 0,53053 нм, b = 0,54215 нм, c = 0,76176 нм, Z = 4.